# Alta Vista (Iowa)
Alta Vista es una ciudad situada en el condado de Chickasaw, Estado de Iowa, Estados Unidos. Según el censo de 2000 tenía una población de 286 habitantes.

## Demografía
Según el censo de 2000, había 286 personas, 125 hogares y 75 familias residiendo en la localidad. La densidad de población era de 146,15 hab./km². Había 131 viviendas con una densidad media de 145,3 viviendas/km². El 100% de los habitantes eran blancos. 
Según el censo, de los 125 hogares, en el 27,2% había menores de 18 años, el 48,8% pertenecía a parejas casadas, el 7,2% tenía a una mujer como cabeza de familia, y el 40,0% no eran familias. El 35,2% de los hogares estaba compuesto por un único individuo, y el 22,4% pertenecía a alguien mayor de 65 años viviendo solo. El tamaño promedio de los hogares era de 2,29 personas, y el de las familias de 2,93.
La población estaba distribuida en un 24,1% de habitantes menores de 18 años, un 10,1% entre 18 y 24 años, un 26,6% de 25 a 44, un 16,1% de 45 a 64, y un 23,1% de 65 años o mayores. La media de edad era 34 años. Por cada 100 mujeres había 100 hombres. Por cada 100 mujeres de 18 años o más, había 108,7 hombres.
Los ingresos medios por hogar en la localidad eran de 26.786 dólares ($), y los ingresos medios por familia eran 39.464 $. Los hombres tenían unos ingresos medios de 24.167 $ frente a los 22.045 $ para las mujeres. La renta per cápita para la ciudad era de 15.378 $. El 13,9% de la población y el 10,4% de las familias estaban por debajo del umbral de pobreza. El 11,9% de los menores de 18 años y el 9,4% de los habitantes de 65 años o más vivían por debajo del umbral de pobreza.

## Geografía
Según la Oficina del Censo de los Estados Unidos, la localidad tiene un área total de 1,96 km², la totalidad de los cuales corresponden a tierra firme.